# Пітушків
Пітушкі́в — село в Україні, у Млинівській селищній громаді Дубенського району Рівненської області. Населення становить 824 особи. До 2016 - орган місцевого самоврядування — Пітушківська сільська рада, якій були підпорядковані села Пітушків, Річище та Тушебин.

## Географія
Село розташоване на правому березі річки Путилівки. Сусіднє село Довгошиї. Найближча залізнична станція Клевань. Є автобусне сполучення до міст Луцьк, Рівне, та колишнього районного центру - селища Млинів.

## Назва
За народними переказами, коли козаки воювали з турками, їхній загін розквартирувався у цьому поселенні, готуючись до подальших походів. Але ось розвідники донесли, що неподалік з'явилося військо супротивника. Більше того — вночі схопили їхнього розвідника, який зізнався, що турки на світанку мають зненацька напасти. А сигналом для атаки мав бути перший спів півня.
Нападники змушені були відступити. Якраз від цього сигналу (пронизливого співу півня — пєтушка, як тоді називали) і виникла назва, яка зустрічається в різному написанні, — Пєтушків, Пєтушки і остаточне — Пітушків.

## Населення
Про те, яким було це село, як розвивалось, можна прослідкувати за чисельністю населення у ХІХ—ХХ століттях. Якщо у 1897 році тут мешкало 573 особи, а у 1913 році — лише на два десятки більше, то у 1939 році їхнє число сягнуло 1200, а через 20 років — 1343 осіб.

### Мова
Розподіл населення за рідною мовою за даними перепису 2001 року:
| Мова            | Кількість | Відсоток |
| --------------- | --------- | -------- |
| українська      | 536       | 99.43%   |
| російська       | 1         | 0.19%    |
| білоруська      | 1         | 0.19%    |
| інші/не вказали | 1         | 0.19%    |
| Усього          | 539       | 100%     |

## Історія
Перша документальна згадка про село датується 1577 роком[джерело?].
У 1906 році село Малинської волості Дубенського повіту Волинської губернії. Відстань від повітового міста 27 верст, від волості 9. Дворів 36, мешканців 418.
7 (20) листопада 1917 року, відповідно до Третього Універсалу Української Центральної Ради, увійшло до складу Української Народної Республіки.
Радянську владу проголошено у січні 1918 року. Влітку 1920 року через село проходили частини Першої кінної армії, яким жителі вимушено допомагали транспортом, продуктами харчування та фуражем.
За час німецької окупації зруйнувано 17 будинків, вивезено на примусові роботи до Німеччини 35 осіб. Піл час другої світової війни загинуло 40 мешканців села. На їх честь споруджено обеліск.
У 1960-х роках в селі була центральна садиба колгоспу «Дружба». За господарством було закріплено 2384 га землі, у тому числі 1728 га орної. Вирощувалися зернові культури, цукрові буряки, розвинуте м'ясо-молочне тваринництво. 75 колгоспників за виробничі успіхи удостоєні орденів і медалей, у тому числі ланкова М. С. Пархомей та агроном К. С. Мельничук — ордена Леніна, 65 осіб відзначені ювілейною медаллю до 100-ліття з дня народження В. І. Леніна. У девятирічній школі 12 учителів навчають близько 200 учнів. Є клуб, бібліотека, фельдшерсько-акушерський пункт.
Нині в селі функціонує Пітушківська філія І-ІІ ступенів Довгошиївського навчально-виховного комплексу «Загальноосвітній навчальний заклад-дошкільний навчальний заклад» Млинівської селищої ради Рівненської області.
12 червня 2020 року, відповідно до розпорядження Кабінету Міністрів України № 722-р від «Про визначення адміністративних центрів та затвердження територій територіальних громад Рівненської області», увійшло до складу Млинівської селищної громади.
19 липня 2020 року, в результаті адміністративно-територіальної реформи та ліквідації Млинівського району, село увійшло до складу Дубенського району.

## Цікаві факти
- 12 березня 2017 року в селі Пітушків Млинівського району працювала група піротехнічних робіт аварійно рятувального призначення головного управління МНС в області. В селі Пітушків під час проведення земляних робіт по прокладанню земляного рову під вуличний газопровід було виявлено чотири артилерійських снаряди калібру 45 міліметрів та два артилерійські снаряди калібру 152 міліметри часів другої світової війни. При детальному обстеженні місця знаходження вибухонебезпечних предметів групою піротехнічних робіт головного управління МНС в Рівненській області виявлено ще 101 артилерійський снаряд калібру 45 міліметрів та 15 артилерійських снарядів калібру 152 міліметри, загалом виявлено 105 артснарядів 45 міліметрів та 17 калібру 152 міліметри.

## Відомі люди
- Козак Микола Васильович — крайовий референт СБ ПЗУЗ (1945), командир УПА-Північ (03.1945 — 12.1945), крайовий провідник ОУН на північно-західних землях (ПЗУЗ; 1946—1948). Загинув у бою із спецгрупою МДБ 8 лютого 1949 року в селі Пітушків.

## Флора і фауна
Рівненщина, зокрема Дубенський район, відзначається змішаними лісами, луками, та річковими екосистемами. У цих місцевостях можна зустріти широке різноманіття рослин, зокрема дуби, сосни, липи та клени. Серед трав'янистих рослин часто трапляються лугові квіти, як-от ромашка та звіробій.
Фауна регіону включає лисиць, зайців, косуль, а також численних птахів, зокрема синиць, солов’їв та лелек. На території громади представлені також річкові види риб та водоплавні птахи завдяки близькості до водойм.